# Design for X
Il Design for X (DFX, uno degli strumenti del concurrent engineering) è un'espressione inglese utilizzata in ambito industriale per indicare un metodo di progettazione pensato in base al ciclo di vita del prodotto al fine di migliorare la qualità e ridurre i costi ed i tempi di realizzazione di un progetto.
Si cerca, con tale approccio, di abbattere i muri della progettazione seriale, al fine di ottenere, appunto, un approccio integrato, ad esempio tramite:
- Design for economic manufacturability;
- Design for producibility;
- Design for testability;
- Design for reliability;
- Design for installability;
- Design for serviceability;
- Design for recycling;
- Design for environment.

## Approccio tradizionale
Tradizionalmente, dopo aver impostato il progetto, lo si sviluppa ulteriormente valutando i vari processi di produzione ed il materiale opportuno. Quindi si definiscono gli aspetti pratici della realizzazione, tra cui le macchine utensili ed i cicli di lavorazioni. Questo approccio tradizionale vede le attività svolte in sequenza, piuttosto che simultaneamente, e spesso ciò determina tempi relativamente lunghi per la messa a punto del prodotto. In particolare, gravi ritardi possono determinarsi quando i progettisti non tengano conto dei problemi della produzione. 
Si schematizza qui di seguito l'approccio seriale di progettazione. Si può osservare che durante qualsiasi fase può essere indispensabile tornare indietro, per ripetere o modificare una fase precedente, con conseguenti perdite di tempo. 
Durante la fase di concezione del prodotto, affinché il prodotto abbia successo sul mercato, è
desiderabile, e spesso è indispensabile, un approccio innovativo e ciò tende a rendere maggiormente complesso ed interdisciplinare l'approccio richiesto per un'adeguata progettazione.
L'industria moderna tende di già ad utilizzare completamente le migliori tecnologie e le migliori
attrezzature disponibili allo scopo di produrre prodotti di alta qualità, in tempi limitati e con costi competitivi. In seguito ad alcuni studi condotti negli ultimi decenni, sempre maggiore attenzione si sta ponendo alla fase di progettazione del prodotto. Orientativamente si ritiene che circa il 40% dei problemi, legati alla qualità di un prodotto, derivino da un progetto non adeguato (Dixon e Duffey, 1988) e che fino al 70% del costo finale di un prodotto possa essere influenzato dal progetto
iniziale (Boothroyd, 1988), così come circa il 70-80% del costo totale del ciclo di vita dello stesso possa essere
determinato durante la fase della progettazione (Gatenby e Foo, 1990). L'influenza, in termini percentuali, sul costo di produzione della progettazione è assai rilevante. Questo tipo di influenza fu denominata “ripple effect” (Huthwaite, 1987) perché investe un'ampia area organizzativa.
Pertanto il processo di progettazione di un prodotto richiede, in una prima fase, una chiara
comprensione delle funzioni, delle caratteristiche e delle prestazioni attese dal prodotto stesso. Il mercato al quale è rivolto il prodotto ed il suo utilizzo devono essere chiaramente definiti, preferibilmente con il contributo di persone competenti circa le vendite e le analisti di mercato e circa le esperienze acquisite tramite l'assistenza alla clientela.
La raccolta e il trattamento della grande quantità di dati relativi al ciclo di vita di un prodotto è quindi uno degli scopi del concurrent engineering (CE) volto a migliorare i tempi e i costi di produzione. La grande quantità di informazione può essere acquisita e gestita tramite un approccio computer-based, ove le tecniche CAD (Computer Aided Design) sono uno degli strumenti principali.
Gli approcci alla base dell'implementazione del CE possono infatti essere: team-based e computer-based.
Il primo consiste nella piena collaborazione tra i diversi disegnatori e progettisti delle diverse aree e quindi è rivolto ad una collaborazione “umana”; le nuove tecnologie hanno permesso ai vari membri del team di comunicare tra loro in modo rapido ed efficiente e di lavorare allo stesso progetto nello stesso momento. Mentre questo approccio può essere facilmente realizzato ed è stato già largamente adottato nelle industrie, si possono presentare alcuni difetti: difficoltà nella effettiva e pratica gestione di un team, conoscenza limitata dei vari membri del team e alti costi di mantenimento. Questo approccio può essere migliorato dal secondo, computer-aided, o meglio dalla collaborazione tra i due approcci.
In generale, tra gli aspetti che maggiormente influenzano il progetto di un prodotto vi sono l'analisi di mercato, la reperibilità dei materiali, la stima dei costi e dei tempi di lavorazione (es.: con macchina utensile), di assemblaggio e disassemblaggio.
Nell'ambito del concurrent engineering è perciò nato il DFX (Design for X), che si può anche vedere come una filosofia aziendale orientata alla cooperazione tra tutte le competenze coinvolte nella progettazione di un prodotto; esso comprende
- il DFM (Design for Manufacturability),
- il DFA (design for assembly),
- il DFD (Design for disassembly),
- il R&M analysis (Design for reliability e maintainability). In particolare, per migliorare i tempi di produzione ed eliminare gli errori durante la progettazione è risultato efficace l'approccio DFM grazie al quale si possono ridurre i tempi di introduzione sul mercato di un prodotto (sono citate riduzioni del 75% in due anni per quanto riguarda i tempi e del 74% in quattro anni per quanto riguarda le modifiche di un progetto[senza fonte].